# Eudule lucigerata
Eudule lucigerata là một loài bướm đêm trong họ Geometridae.